# 1904年夏季奥林匹克运动会跳水比赛
在1904年夏季奧林匹克運動會上，跳水首次成為正式比賽項目，共設2個小項。賽事於1904年9月5日（星期一）至9月6日（星期三）舉行，其中包含奧運史上唯一一次舉辦的潛泳競遠項目。

## 項目成績
| 項目              | 金牌                      | 银牌                          | 铜牌                           |
| 跳台跳水 （詳細） | 喬治·謝爾頓 · 美国（USA） | 格奧爾格·霍夫曼 · 德国（GER） | 法蘭克·基歐 · 美国（USA）      |
| 潛泳競遠 （詳細） | 威廉·迪基 · 美国（USA）   | 埃德加·亞當斯 · 美国（USA）   | 里奧·巴德·古德溫 · 美国（USA） |

## 參賽國家
共有來自兩個國家的十名潛水選手參加了奧運會跳水比賽。
- 德国（3）
- 美国（7）

## 奖牌榜
| 排名                     | 国家 / 地区              | 金牌 | 銀牌 | 銅牌 | 总计 |
| ------------------------ | ------------------------ | ---- | ---- | ---- | ---- |
| 1                        | 美国（USA）              | 2    | 1    | 2    | 5    |
| 2                        | 德国（GER）              | 0    | 1    | 0    | 1    |
| 总计（共2个国家 / 地区） | 总计（共2个国家 / 地区） | 2    | 2    | 2    | 6    |

## 來源
- . 國際奧林匹克委員會.   [2007年11月23日].